# روكا تشيليه
روكا تشيليه هيبلدية (بلدية) في مقاطعة كونيو في المنطقة الإيطالية بيدمونت، وتقع على بعد حوالي 70 كيلومتر (43 ميل) جنوب شرق تورينو وحوالي 35 كيلومتر (22 ميل) شرق كونيو. اعتبارًا من 31 ديسمبر 2004، كان عدد سكانها 149 نسمة ومساحتها 7.3 كيلومتر مربع (2.8 ميل2). 
تقع روكا تشيليه على حدود البلديات التالية: كاستيللينو تانارو، تشيليه، كلافيسانان مارساليا، نيللا تانارو.